# Südliche Eichenschrecke

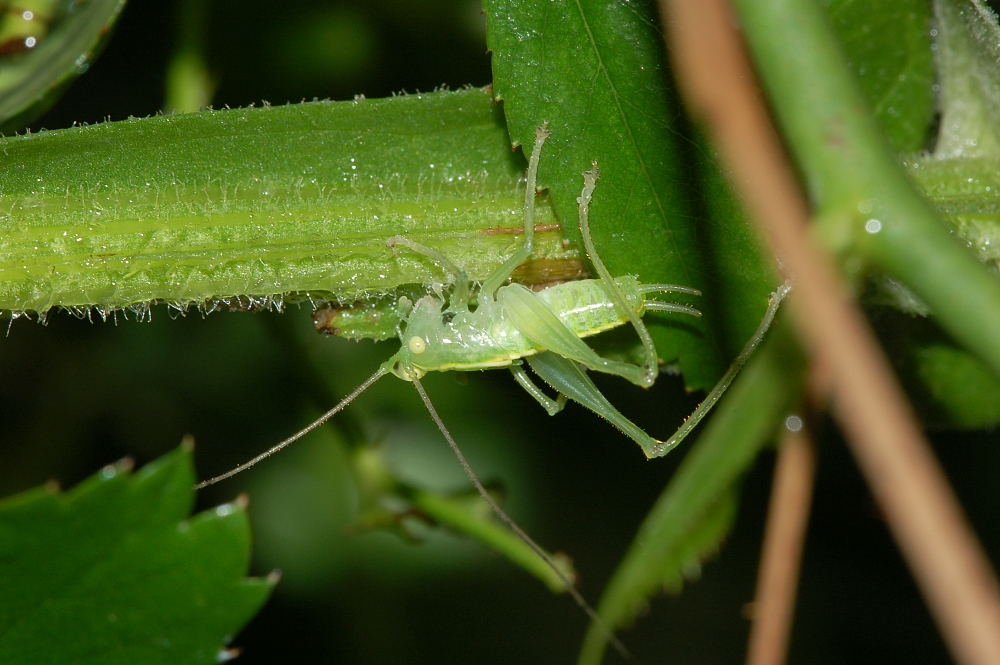
Männchen-Nymphe

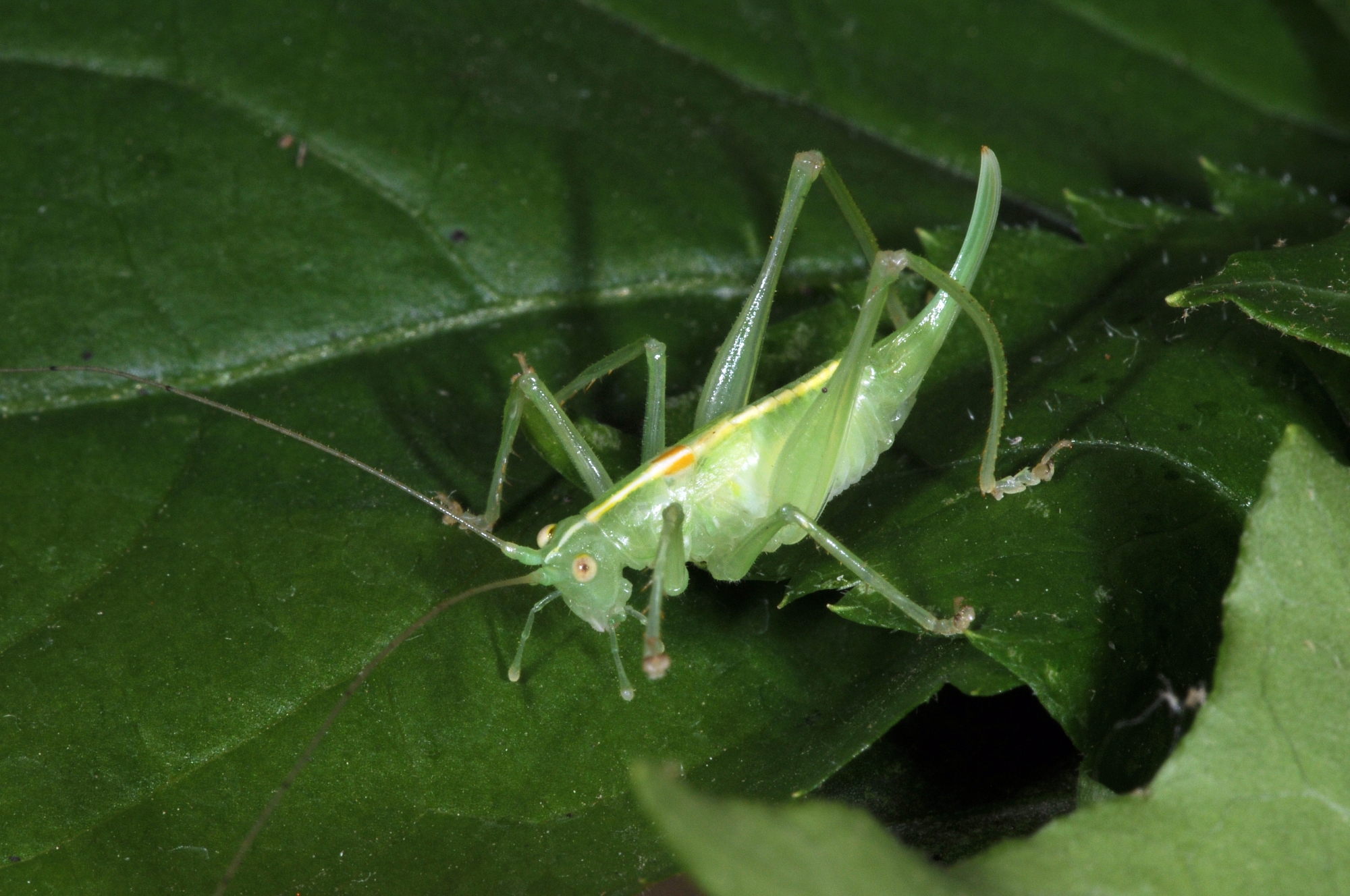
Weibchen

Die Südliche Eichenschrecke (Meconema meridionale) gehört zu der Überfamilie der Laubheuschrecken (Tettigonioidea) in der Unterordnung der Langfühlerschrecken (Ensifera).

## Merkmale
Die Südliche Eichenschrecke ist blassgrün und der einheimischen Gemeinen Eichenschrecke sehr ähnlich.
Die Körperlänge der Männchen beträgt 11 bis 13 Millimeter, die Weibchen sind 11,5 bis 17 Millimeter lang.
Die Flügel der Südlichen Eichenschrecke sind im Gegensatz zur Gemeinen Eichenschrecke bei beiden Geschlechtern nur stummelförmig ausgeprägt; sie ist daher flugunfähig.
Die Hinterleibsanhänge (Cerci) der Männchen sind s-förmig, die Spitzen also, im Gegensatz zur Gemeinen Eichenschrecke, leicht nach außen gekrümmt.
Die Weibchen tragen einen  leicht, im Vergleich zur Gemeinen Eichenschrecke gleichmäßig und stärker gebogenen Legesäbel.
Die Fühler beider Arten erreichen etwa die vierfache Körperlänge.
Eine Besonderheit unter den Laubheuschrecken ist das Fehlen von Stridulationsorganen bei beiden Meconema-Arten.

## Verbreitung
Die Südliche Eichenschrecke hat ihren Verbreitungsschwerpunkt im Mittelmeerraum.
Sie wird jedoch in Deutschland in den letzten 50 Jahren zunehmend nördlicher beobachtet.
Wegen der Heimlichkeit der Art wurde sie lange Zeit übersehen und galt nur im Raum Freiburg/Breisgau als fest etabliert.
In den letzten Jahren fand sie sich aber auch in großen Städten im Westen Deutschlands (u. a. im Ruhrgebiet) und kommt inzwischen fast überall vor, beispielsweise ist sie im Rheintal zwischen Bonn und Köln flächendeckend verbreitet und sehr häufig.
Auch wurden disjunkte Areale mit teils massenhaftem Auftreten bekannt (z. B. Trier).
Die nordöstlichsten Funde in Deutschland stammen bislang aus Berlin (seit 2007 bekannt).

## Lebensraum
Lebensraum ist der Kronenbereich von Gehölzen (bevorzugt werden Linden, Rosskastanien und Ahorne), ähnlich wie bei der einheimischen Art.
Sie kommt jedoch auch häufig in Hecken (z. B. Hainbuche) oder Rankengewächsen (z. B. Clematis) vor.
Im Gegensatz zu Meconema thalassinum bevorzugt die Südliche Eichenschrecke in Mitteleuropa die kleinklimatisch geschützten Innenstadtbereiche und besiedelt auch dort nur Gehölze und Gehölzgruppen, die nahe der Bebauung oder großer asphaltierter Flächen liegen.
Große Parks mit Kaltluftseen werden meist ebenso gemieden wie Wälder und Feldraine.
Nur im sehr wärmebegünstigten Breisgau ist die Art auch außerhalb der besiedelten Bereiche angetroffen worden.

## Nahrung
Ihre Nahrung besteht ausschließlich aus Insekten, meist Blattläusen oder kleinen Raupen.

## Lebensweise
Die Eichenschrecken haben eine besondere Art der Lautäußerung entwickelt: ein für Menschen normalerweise nicht hörbares Trommeln mit den Hinterbeinen auf Blätter.
Die Eiablage erfolgt in die Borke von Laubbäumen. Hierbei werden Arten mit rissiger Rinde, insbesondere Winter- und Sommerlinden, Rosskastanien, Berg- und Spitzahorne sowie Stieleichen bevorzugt. Rot- und Hainbuchen werden wegen ihrer glatten Rinde dabei ebenso gemieden wie Platanen, deren Rinde schnell abblättert und die Eier freigibt.
Ähnlich wie ihre flugfähige Schwesterart wird auch die Südliche Eichenschrecke nachts von Lichtquellen angelockt. So geschahen viele der ersten Beobachtungen dieses Neozoons im Freiburger Raum beim nächtlichen Telefonieren in den damaligen gelben Telefonzellen der Deutschen Bundespost.

## Wie weist man die Südliche Eichenschrecke nach?
Da sich die Südliche Eichenschrecke inzwischen weit verbreitet hat, fällt sie selbst unerfahrenen Entomologen und Laien auf. Der Nachweis gelingt mit einfachen Mitteln: Die Weibchen steigen von August bis Oktober (ausnahmsweise sogar noch Anfang November) zur Eiablage in der Dunkelheit von der Krone den Stamm herunter, um in der besonders rissigen Borke im unteren Teil des Baumstammes ihre Eier zu legen. Bei großen Bäumen braucht sie einige Zeit für diesen Weg und ist etwa ab einer Stunde nach Beginn der völligen Dunkelheit (also mindestens anderthalb Stunden nach Sonnenuntergang) in Augenhöhe am Stamm zu finden. Um den Nachweis zu erbringen, leuchtet man mit einer Taschenlampe ab diesem Zeitpunkt die Baumstämme von innerstädtisch gepflanzten Laubbäumen ab. Die Tiere sind aufgrund ihrer Farbe auf dem braunen Stamm gut auszumachen. Oft sind am selben Baumstamm ebenso Punktierte Zartschrecken und Gemeine Eichenschrecken anzutreffen.